# Santiago Vergini
Santiago Vergini (Máximo Paz, 3 de agosto de 1988) es un exfutbolista argentino. Jugaba como defensor central. Su último club fue Atlético Tucumán.
Fue internacional con la selección argentina en tres ocasiones.

## Estilo de juego
Se caracteriza por salir jugando sin recurrir tanto a los pelotazos a dividir como otros jugadores de su posición, sin considerar en el riesgo que eso ocasiona.

## Trayectoria

### Desempeño amateur
Comenzó a jugar al fútbol en el Club Atlético Paz, donde salió campeón en la tercera división de su club. Con gran desempeño en el campeonato como zaguero central.

### Formación
Luego pasó al Club Atlético Vélez Sarsfield de Buenos Aires donde hizo divisiones inferiores, aunque no llegaría a debutar en el primer equipo.

### Olimpia
De la mano del Director Técnico de Olimpia, Carlos Kiese, debuta como profesional en Olimpia de Paraguay en el 2009, permaneciendo allí por dos años logrando un subcampeonato con el club paraguayo. Aunque solo jugó 14 partidos, logró ganar el cariño de la gente de la "O".

### Hellas Verona
En 2010, fue comprado por el Hellas Verona de la tercera división italiana. Santiago llegó a Italia, al Hellas, donde jugó 28 partidos convirtiendo un gol y asistiendo 6 veces, cifra muy alta de asistencias para tratarse de un defensor central. En la temporada 2011/2012, el jugador es cedido a préstamo al club Newell's Old Boys de Rosario.

### Newell's Old Boys
Llega al club de la mano de Roberto Sensini en el año 2011, convierte su primer gol ante Banfield en la victoria 2 a 1 a favor de los leprosos. Su primer doblete lo convirtió ante Tigre cuando perdían 1 a 0, gracias al gol de Rubén Botta, dándole la vuelta el resultado y ganado 2 a 1. Con la llegada de Gerardo "El Tata" Martino se convierte en figura en la defensa de Newell's, sacando pelotas decisivas y marcando 3 tantos en el Torneo Inicial, pero no le alcanzaría para lograr el tan ansiado campeonato (sí lo haría en el Torneo Final 2013).
En 2012 se convierte otra vez en figura, pero esta vez internacionalmente, ya que convirtió un gol agónico en el torneo de Argentina y su equipo clasificó a la fase de grupos, Newell's no entraba en una Copa desde 2009. En cuartos de final por la Copa Libertadores de América, Santiago le convirtió 2 goles a Boca Juniors de penal y así su equipo pasaría a las semifinales de la Copa, cosa que no hacia desde 1992, para perder con el Atlético Mineiro, finalmente campeón del certamen. Tras la salida del técnico Gerardo Martino al Barcelona de España, fue vinculado con un posible traspaso al club catalán, pero nunca fue recibida una oferta formal. El jugador decide no renovar su préstamo con el club rosarino por motivos estrictamente personales, permitiendo su llegada al club Estudiantes de La Plata.

### Estudiantes de La Plata
Llegó en agosto de 2013 de la mano del técnico albirrojo, Mauricio Pellegrino, a préstamo por un año sin cargo ni opción de compra. Luchó con Jonathan Schunke por un puesto de titular, pero solo apareció en 17 partidos, anotando un gol (contra Godoy Cruz el 16 de noviembre).

### Sunderland A. F. C.
Luego de 6 meses en Estudiantes de la Plata, se especuló con su partida al fútbol europeo, la cual se terminó concretando a principios de enero de 2014 en un movimiento de doble traspaso, esto debido a que al verse cerrado el mercado de Argentina, el jugador fue inscrito primero en el Club Sport Uruguay de Coronado de Costa Rica, quien ejerció como intermediario y cobró un porcentaje por el traspaso final al Sunderland FC de Inglaterra, donde firmó un contrato de 3 años y medio y llegó por petición expresa del entonces técnico Gustavo Poyet. 
Como dato curioso, si el jugador no hubiese logrado colocarse en el fútbol europeo habría jugado 6 meses en el equipo costarricense.   
Durante sus primeros 6 meses en Inglaterra jugó 11 de los 19 partidos restantes de la liga inglesa siendo titular en 10 de ellos, así como también jugó 3 partidos por la FA Cup. 
Para su segunda temporada en suelo inglés, se consolida como titular del Sunderland jugando 31 partidos por la Premier League, no obstante sobre la mitad del torneo, Gustavo Poyet es cesado de su cargo y el entrenador que le reemplazo sobre el final del torneo, Dick Advocaat, le notificó a Santiago que no sería tenido en cuenta más por lo que quedaba del torneo así como para la siguiente temporada. En dicha temporada jugó 37 partidos (contando las copas locales) y finalizó su ciclo como jugador del club inglés con 51 partidos en año y medio de competición, siendo incluso cuestionado durante su paso por el club inglés por su gol en contra en lo que fue un 0-8 contra el Southampton.

### Getafe C. F. (préstamo)
Llegó en julio de 2015 al Getafe C. F. de la Primera División de España, a préstamo por una temporada con opción de compra al finalizar la cesión por parte del club azulón.
Su debut, distó de ser el esperado, ya que en la primera jornada ante el R. C. D. Espanyol, perdieron, y además Santiago fue expulsado por doble amonestación. Se perdió los dos siguientes partidos, regresando ante el Atlético de Madrid a la titularidad y al buen juego.

### Boca Juniors
Llega a la institución del Boca luego de tanta incógnita debido a que en principio no pasó la revisión médica por una lesión crónica encima y el pase se cayó momentáneamente. El jugador terminaría firmando el lunes 4/07/2016 un nuevo contrato con objetivos y 3 años de duración. Hizo su debut en un amistoso contra San Lorenzo De Almagro en el que el central tuvo muy buenas actuaciones ganándole al equipo de Diego Aguirre por 2-0. A partir de este momento, Vergini sería titular indiscutible en el equipo de Guillermo y en la primera mitad del campeonato de Primera División tendría actuaciones tanto buenas como regulares. El 28 de enero de 2017 sería titular en el partido amistoso en Mar del Plata contra el clásico rival del club, River y sería uno de los expulsados de los tres que tuvo el partido. El 2 de febrero de 2017 Boca disputa un amistoso contra el Club Deportivo Guadalajara con un pobre desempeño, además de erró un penal en la tanda, esto puso su titularidad a partir de este punto en duda en el equipo de Barros Schelotto.

### Bursaspor
Llega al Bursaspor luego de muchos cuestionamientos por su bajo rendimiento en los partidos que le tocó jugar. El zaguero firmó un contrato de 3 años con el Bursaspor de Turquía y llegó en condición de futbolista libre, por lo que Boca Juniors no ingresó dinero. Santiago Vergini disputó 44 partidos en el xeneize y no marcó ningún tanto.

### San Lorenzo de Almagro
En julio de 2019 vuelve a la Argentina, en condición de libre, donde arriba al San Lorenzo y firma por 3 años. Su debut sería en la primera fecha del Campeonato de Primera División 2019-20 en un partido que el ciclón ganó por 3 a 2 frente a Godoy Cruz. Terminaría con pocos partidos disputados en la temporada, un total de cuatro.

## Selección nacional
Vergini debutó en su primer partido con Argentina en una derrota 1-2 en el Superclásico de las Américas en Brasil el 20 de septiembre de 2012, después de entrar en el minuto 73 como sustituto de Lisandro López. Volvió al equipo el 14 de octubre de 2014, jugando la totalidad de un amistoso en la victoria 7-0 contra Hong Kong y de nuevo en noviembre de 2014, a partir de un éxito por 2-1 sobre Croacia en el Boleyn Ground.

## Clubes
| Club                   | País       | Año         |
| ---------------------- | ---------- | ----------- |
| Club Atlético Aldosivi | Argentina  | 2009        |
| Olimpia                | Paraguay   | 2010        |
| Hellas Verona          | Italia     | 2010-2011   |
| Newell's Old Boys      | Argentina  | 2011-2013   |
| Estudiantes (LP)       | Argentina  | 2013-2014   |
| Sunderland A. F. C.    | Inglaterra | 2014-2015   |
| Getafe C. F.           | España     | 2015-2016   |
| Boca Juniors           | Argentina  | 2016-2018   |
| Bursaspor              | Turquía    | 2018 - 2019 |
| San Lorenzo            | Argentina  | 2019-2021   |
| Atlético Tucumán       | Argentina  | 2021        |

## Palmarés

### Campeonatos nacionales
| Título           | Equipo            | País      | Año     |
| ---------------- | ----------------- | --------- | ------- |
| Primera División | Newell's Old Boys | Argentina | F-2013  |
| Primera División | Boca Juniors      | Argentina | 2016/17 |
| Primera División | Boca Juniors      | Argentina | 2017/18 |